# Cingula
Cingula là một chi ốc biển nhỏ, là động vật thân mềm chân bụng sống ở biển trong họ Rissoidae.

## Các loài
Các loài trong chi Cingula gồm có:
- Cingula aequa (E. A. Smith, 1890)
- Cingula agapeta (E. A. Smith, 1890)
- Cingula alvearium (Watson, 1886)
- Cingula compsa (E. A. Smith, 1890)
- Cingula fernandinae (Dall, 1927)
- Cingula helenae (Ponder, 1985)
- Cingula perfecta (E. A. Smith, 1890)
- Cingula stewardsoni (Vanatta, 1909)
- Cingula trifasciata (Adams J., 1800)[2]
- Cingula vaga (E. A. Smith, 1890)
- Cingula varicifera (E. A. Smith, 1890)
- Cingula wallichi (E. A. Smith, 1890)

Synonymized species
- Cingula anselmoi van Aartsen & Engl, 1999[3]: đồng nghĩa của Setia anselmoi (van Aartsen & Engl, 1999)
- Cingula semistriata Montagu[4]: đồng nghĩa của Crisilla semistriata (Montagu, 1808)
- Cingula striata Montagu[5]: đồng nghĩa của Onoba semicostata (Montagu, 1803)
- Cingula vitrea [6]: đồng nghĩa của Hyala vitrea (Montagu, 1803)